# اتصال انبساطی مفصلی

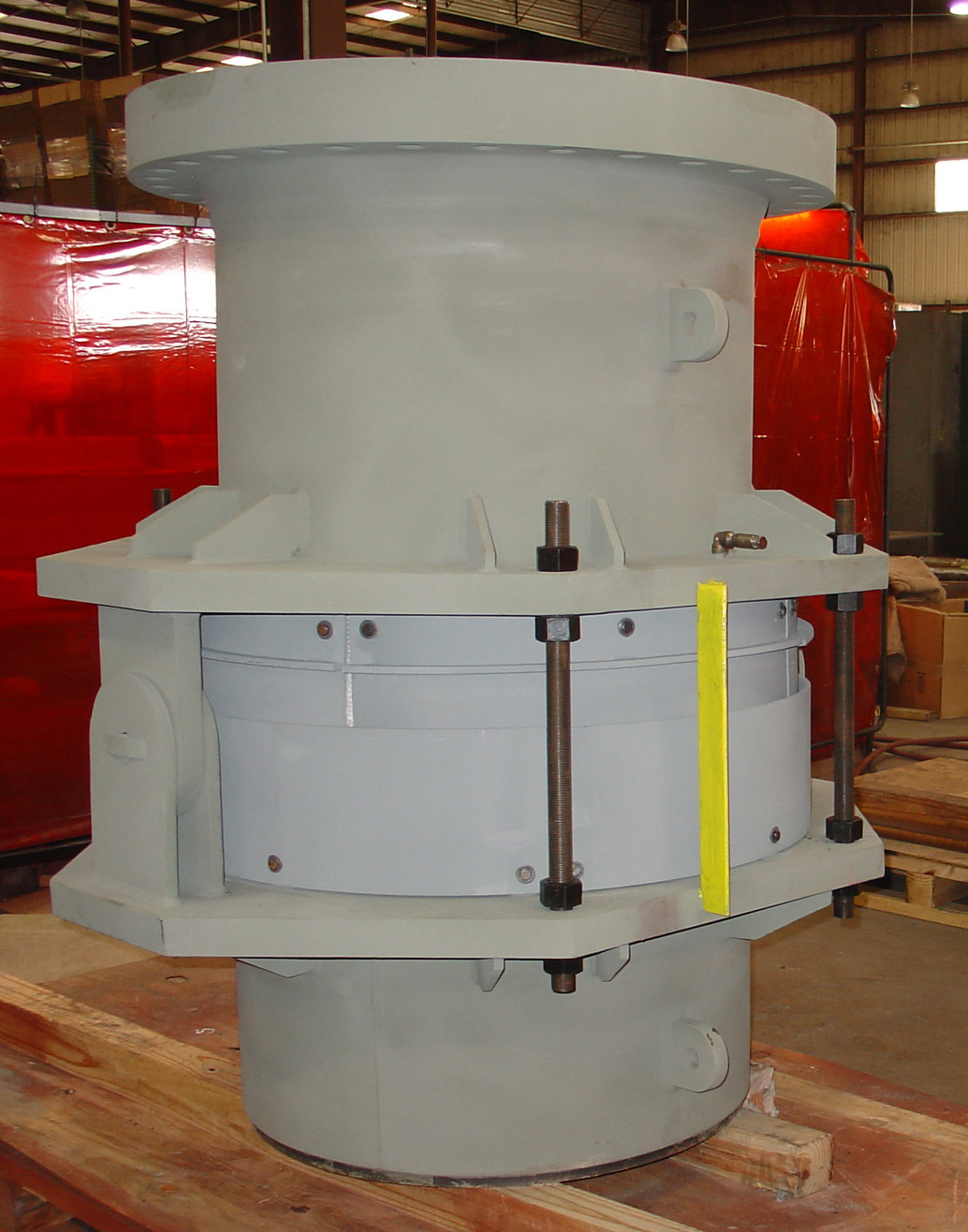
اتصال انبساطی مفصلی

اتصال انبساطی مفصلی (انگلیسی: Hinged expansion joint) یک قطعه مکانیکی است که می‌تواند در یک صفحه بچرخد و از آن برای جذب تغییرات ناشی از انبساط یا انقباض در لوله‌کشی استفاده می‌شود.